# 内海府村
内海府村（うちかいふむら）は、かつて新潟県佐渡郡にあった村。

## 地理
- 島嶼:佐渡島

## 沿革
- 1889年（明治22年）4月1日 - 町村制施行に伴い加茂郡北小浦村、見立村、黒姫村、虫崎村、鷲崎村が合併し、内海府村が発足。
- 1896年（明治29年）4月1日 - 郡の統合により佐渡郡に所属[1]。
- 1954年（昭和29年）11月3日 - 佐渡郡両津町、加茂村、河崎村、水津村、岩首村、吉井村（一部）と合併し、市制施行して両津市となり消滅。